# Carl Bloch
 Der er flere personer med dette navn, se Carl Bloch (flertydig).
Carl Heinrich Bloch (født 23. maj 1834 i København, død 22. februar 1890 sammesteds) var en dansk historiemaler. Bloch indtager en væsentlig og betydningsfuld plads i dansk kunst i anden halvdel af det 19. århundrede. Han spændte vidt både med teknik og motiver. Foruden hans malede værker har han et fornemt grafisk værk af både stor teknisk og æstetisk værdi. I sin samtid blev han regnet for en af Danmarks største malere, men i tiden efter hans død i 1890 var dommen over hans kunst mere forbeholden og kritisk, hvilket skyldtes nye strømninger i kunsten. Bloch må betragtes som den sidste store i rækken af senromantiske historiemalere. Fra slutningen af 1990'erne steg Blochs anseelse igen. Trods fald i anseelse i kunstkredse efter sin død opnåede Bloch stor popularitet i kirkelige kredse, især i Indre Mission og det danske skolevæsen; ligesom mange, formentlig religiøse hjem, anskaffede sig reproduktioner af hans kunst.
Carl Bloch var søn af grosserer Jørgen Peter Bloch og Ida Emilie Ulrikke Henriette (født Weittzmann). De boede i Store Kirkestræde i København. I alt var der ti børn, tre piger og syv drenge. Blandt hans søskende var lægen Oscar Bloch, forfatteren og teaterinstruktøren William Bloch og kunsthistorikeren Emil Bloch. Carl Bloch var far til maleren Paul Bloch. Hjemmet var kristent og kultiveret, og børnene blev opdraget efter idealer om gudsfrygt, pligt, flid og nøjsomhed.
Carl Bloch var gift med Alma Trepka, datter af Johan Christian Matthias Trepka.

## Uddannelse
Carl Bloch blev som dreng undervist på Mariboes Skole for at blive forberedt til optagelsesprøven på Søkadetakademiet. I barneårene viste Bloch lyst og anlæg for at tegne og fik undervisning af Theodor Restorff, og denne undervisning var også et led i forberedelserne til uddannelsen som kadet. Tanken var en uddannelse som kadet, men lysten for at tegne fortrængte den, og forældrene bøjede sig modstræbende for hans ønske om at blive kunstner. Har begyndte forberedende tegneundervisning på Det Kongelige Danske Kunstakademi i København januar 1849 og avancerede til modelskolen juni 1851-52, hvor Wilhelm Marstrand underviste. Han vandt den lille sølvmedalje december 1852 for en modeltegning, og den store sølvmedalje i 1853 og begyndte samme år at udstille på Charlottenborg.

## Kirkekunst
Carl Bloch har præget de danske kirker med sine altertavler eller andres kopier af hans billeder.
Da brygger J.C. Jacobsen opbyggede Frederiksborg Slotskirke efter branden i 1859, bestilte han hos Bloch til Christian IV's bedekammer 23 små bibelske motiver, hvad der blev Blochs hovedværk. Disse var alle scener fra Kristi liv, som er blevet populære som illustrationer. Originalerne, malet mellem 1865 og 1879, findes stadig på Frederiksborg. De 23 små blev kopieret af Blochs elever og senere malere på bestilling fra menighederne. Flere end 100 kirker har haft den slags kopier hængende som altertavler, blandt andet har disse kirker haft eller har en kopi af Jesus i Getsemena som altertavle: Blidstrup Kirke, Simeons Kirke, Ølstrup Kirke, Nebsager Kirke, Ilskov Kirke, Hovborg Kirke, Resen Kirke, Hjardemål Klit Kirke og Horne Kirke.
Billederne til bedekammeret gav Bloch et godt ry indenfor religiøse motiver, han malede derefter otte altertavler på bestilling. Også Blochs altertavler blev kopieret efter bestilling fra mange kirker.

### Carl Blochs altertavler
- Kristus velsiger et lille barn, 1873, Sankt Nikolai Kirke (Holbæk)
- Kristus Consolater, 1875, Hörups kyrka
- Kristus opstandelse, 1877, Sankt Jakobs Kirke
- Kristus i Emmaus, 1878, Løderup Kirke
- Kristus i Gestsemane, 1878-79, Sankt Hans Kirke (Odense)
- Den tvivlende Thomas, 1881, Ugerløse Kirke
- Kristus helbreder den syge ved Bethesda Dam, 1884, Missionshuset Bethesda, solgt for 3,5 millioner kroner i 2002 til Brigham Young University Museum of Art, Provo, USA[10]
- Kristus Consolator, 1886, Sofia Albertina kyrka

Flere af Blochs religiøse malerier blev udstillet i Brigham Young University Museum of Art, Utah, fra november 2010 til maj 2011, da mormonernes foretrukne Kristus-fremstillinger er Carl Blochs og Bertel Thorvaldsens.

## Prometheus' befrielse
Hans tidlige værker viste landlige motiver fra hverdagslivet. Fra 1859 til 1866 boede Bloch i Italien, og denne periode var vigtig for udviklingen af hans historiske arbejder.
Hans første store succes var udstillingen af hans Prometheus' befrielse fra 1864, der gjorde et overvældende indtryk ved udstillingen på Charlottenborg i 1865. Værket er kaldt for Blochs hovedværk i Salmonsens Konversationsleksikon af Sigurd Müller. Maleriet, der var efter bestilling fra Georg I af Grækenland til slottet i Athen, viser selve det øjeblik, hvor Prometheus befries af Herkules fra den ørn, som hakkede i ham; endnu hviler kæmpens legeme på de brat skrånende klippeblokke, men lænkerne er bristede ved klangen af Herakles' bue, og ørnen ligger gennemboret af pilen. Udstillingen i 1865 på Charlottenborg blev et tilløbsstykke, og i maleriet kunne danskerne spejle sig og drømme om genrejsning efter det ulykkelige udfald af krigen i 1864. Maleriet gav Carl Bloch sit gennembrud; både folkeligt og i kunstnerkredse. Han blev valgt til medlem af Kunstakademiet efter denne succes, og bestillinger begyndte at indløbe.
Maleriet Prometheus' befrielse, der måler 398 x 294 cm, blev længe betragtet som bortkommet. Der findes to forstudier til maleriet på Ribe Kunstmuseum, dels en skitse af hele maleriet i størrelsen 46 x 38 cm, dels et udsnit af den dræbte ørn i størrelsen 68 x 95,5 cm.
Maleriet var sidst set ved en udstilling på Charlottenborg i 1932 og derefter blev der stille omkring det. Maleriet kom tilsyneladende tilbage til den græske kongefamilie, og da Konstantin 2. forlod Grækenland i 1967, blev det i landet. I 1991 bad den græske kongefamilie om tilladelse til at få værket sendt til deres eksil i Storbritannien, men dette blev afslået. Disse begivenheder var ukendt i kunstverdenen, bortset fra et upåagtet brev fra 2006, hvor en medarbejder ved det græske nationalgalleri skrev til en kollega i Ribe og nævnte værket. I 2022 blev dette brev fundet frem igen, og det blev almindeligt kendt, at maleriet lå sammenrullet i et arkiv i Athen sammen med andre værker fra den tidligere kongelige samling. Prometheus' befrielse er tilbage i Danmark februar-maj 2023 i forbindelse med en udstilling af Carl Blochs værker på Statens Museum for Kunst.
- Prometheus' ørn. Skitse, 1864, Ribe Kunstmuseum
- Prometheus' befrielse (skitse), 1864, Ribe Kunstmuseum
- Prometheus' befrielse, 1864, maleriet var anset for bortkommet indtil 2022, (indtil da var dette det eneste fotografi af maleriet).

## Historiemalerier
Efter sin hjemkomst til Danmark fra Italien i 1866 udførte Bloch en række historiemalerier med motiver fra den nationale historie, det første var Niels Ebbesen og Grev Gert, 1868, hvor temaet som i Prometheus' befrielse var oprøret mod tyranniet og derefter Christian II i fængslet på Sønderborg Slot, 1871, for hvilket han modtog Æreslegionen ved verdensudstillingen 1878.

### Christian II i fængslet på Sønderborg Slot
Efter succesen med Prometheus' befrielse blev Bloch opfordret til at lave et historiemaleri med et nationalhistorisk motiv og 1886 præsenterede han værket Niels Ebbesen og grev Geert, værket viser opgøret mellem dem, men blev ikke antaget af indkøbskomiteen og blev solgt til grev Léon Moltke-Huitfeldt på Glorup. Bloch forsøgte sig nu med det mere kendte Christian II i fængsel på Sønderborg Slot, der viser den slagne konge i et usselt fængsel med aske på gulvet, krakelerede vægge og en duknakket tjener som eneste selskab. Dette maleri har opnået en høj popularitet og udbredelse, at det kan kaldes et nationalt symbol. Billedet vandt publikums begejstring, og skildringen af den afmægtige konge vakte sympati, og blev læst ligesom Prometheus' befrielse som en symbolsk fremstilling af Danmarks afmagt efter tabet af Sønderjylland.

#### Myten om Christian II i Sønderborgs fængsel
Myten siger at Christian II sled en rille i det runde bord på Sønderborg Slot ved at gå rundt og rundt med sin tommelfinger på bordkanten. Historikeren Hans Heinrich Behrmann var med sin bog om Christian II fra 1812 og Carl Bloch var med sit maleri med til at skabe myten og fastholde den.

Om Christian II i fængslet på Sønderborg Slot skriver museumsinspektør for Museum Sønderjylland, Sønderborg Slot, Inge Adriansen: 
| Citat | Carl Bloch: Christian II i Sønderborg Fængsel. Ikke mange begivenheder i Danmarkshistorien har prentet sig så stærkt ind i folks bevidsthed, som netop dette fangenskab. Dette skyldes dels historiebøgernes stadige fastholdelse af den én gang skabte myte om det hårde fangenskab, dels Carl Blochs billede, som på en enkel, indtrængende vis genfortæller det populære sagn. Billedet er blevet reproduceret og har i tusindvis hængt over hele landet, såvel i skolestuer som i private hjem. | Citat |
|       | |       |

.
Kongens fald fra 1900 af Johannes V. Jensen knytter sig sikkert til Blochs Christian II i fængsel på Sønderborg Slot. Det er meget nærliggende at tro, at Johannes V. Jensen har haft dette billede i tankerne, da han skrev om Mikkel Thøgersen. Maleriet blev også brugt som sorthvid reproduktion i lærebøger, eksempelvis i N.S. Gjerløffs Mit Fædrelands Historie i hele tre udgaver fra 1910, 1948 og 1960. Disse forhold har givet Blochs maleri en bred genkendelighed i flere generationer og har medvirket til at fastholde myten om det hårde fangeskab.

### Dekoration af Københavns Universitets festsal
Bloch fik overdraget færdiggørelsen af Marstrands dekoration i Københavns Universitets festsal efter dennes død i 1873: Hans Tavsen beskytter bispen Joachim Rønnow, Kong Jacob af Skotland besøger Tycho Brahe og Biskop Brochmand lader den unge Peder Schumacher give prøve på sin lærdom for Kong Frederik III, Vilhelm Rosenstand malede videre i 1889 og Erik Henningsen i 1896. Således har der været fire malere om at færdiggøre malerierne i festsalen; til Frederiksborgmuseet kom i 1880 det store historiske genremaleri Den syttenårige Prins Christian (Chr. IV) modtager af den døende Kansler Niels Kaas nøglerne til den hvælving i slottet, hvor rigets krone og scepter opbevares.

## Portrætmalerier
Bloch malede en del portrætter, (i året 1870 hele 10 portrætter) i 1880'erne en række portrætter af embedsmænd og kulturpersoner, som Portræt af konferensråd J.N. Madvig, 1881, Portræt af stiftsprovst, dr. theol. P.C. Rothe, 1881, Portræt af gehejmeetatsråd A.F. Krieger, 1882, Portræt af N.V. Gade, 1883 og Portræt af Carl Plough, 1888. Desuden mere personligt prægede portrætskildringer af familien og de nære venner: Kunstnerens hustru, Fru Alma Bloch f. Trepka, 1868, Portræt af Fru Alma Bloch, f. Trepka, 1885 og Portræt af H.C. Andersen, 1869.
Af selvportrætter malede Bloch tre i 1854, 1886 og 1888 det sidste efter opfordring til Uffizierne i Firenze.

## Raderinger
Bloch udførte en lang række raderinger. Først fire tidlige og mindre vellykkede forsøg i 1868. I alt lavede han 78, af hvilke 74 blev til i tidsrummet 1880–1889, de var et nybrud i dansk grafik. Da Bloch forsøgte sig med radering i 1868 fik han råd af grafikeren Joel Ballin, samt at Vilhelm Kyhn og Lorenz Frølich, der udlånte ham radernåle. I alt 66 raderinger satte Bloch i handel. Bloch foretrak at radere efter omhyggeligt udarbejdede forstudier, og kun et fåtal af raderingerne er udført direkte efter naturen. Som i malerierne søgte han gennem en minutiøs bearbejdning af pladen at opnå en udtryksfuld og nuanceret lysvirkning.
En afgørende inspirationskilde for Bloch var Rembrandts raderinger. Bloch havde studeret Rembrandts raderinger på Den Kongelige Kobberstiksamling og havde endda anskaffet sig den franske kunsthistoriker, Charles Blancs, samlede fortegnelse over Rembrandts værker, L'Œuvre complet de Rembrandt. Efter disse studier lavede Bloch en række nummererede prøvetryk af Den leende pige fra 1880. Karakteristisk for Blochs raderingsstil var clairobscur virkningen, og måde hvorpå han skraverede linjerne, de var sirlige og parallelle, der dannede meget ensartede mønstre.
Blochs grafiske arbejder var en handelsvare; de gav ham en betydelig indtægt, og trykkene udkom i flere tilfælde i oplag på mere end 2000. Interessen for sine grafiske arbejder skabte Bloch også ved at lave reproduktioner af sine mest berømte malerier. De to første var Kristi gravlæggelse og Kristus i Getsemane. Efterfølgende gik Bloch en lidt anden vej idet det ikke længere blev kopier, men en variant af malerierne, kompositionen blev ændret lidt, nogle blev personer måske fjernet. Med disse varianter af populære malerier var Bloch med til at interesse for sine grafiske arbejder.

## Blochs omdømme gennem tiden
I sin samtid blev han regnet for en af Danmarks største malere, og begejstringen var næsten uden forbehold. N.L. Høyen havde lidt kritik af Prometheus' befrielse, men den gik mere på historiemaleriets udformning end Bloch som kunstnersubjekt. Et græsk motiv fremstillet på en moderne måde var hans kritik.
Men i tiden efter hans død i 1890 var dommen over hans kunst mere forbeholden og kritisk, hvilket skyldes nye strømninger i kunsten. Det kom så vidt at Statens Museum for Kunst i 1953 ønskede at placere Christian II i fængslet på Sønderborg Slot i magasin, men en række indlæg i dagspressen, som argumenterede mod dette, forhindrede placeringen i magasin. Argumenterne gik ikke på kvaliteten af maleriet, men på, at Christian II ikke skulle landsforvises igen. Striden endte med, at maleriet blev deponeret permanent på Frederiksborg Slot i Valdemarsalen sammen med andre nationalhistoriske fremstillinger. Trods fald i anseelse i kunstkredse efter sin død opnåede Bloch stor popularitet i kirkelige kredse, især i Indre Mission og det danske skolevæsen; ligesom mange hjem anskaffede sig reproduktioner af hans kunst.
Fra slutningen af 1990'erne steg interessen for Blochs virke igen, og den kulminerede med to udstillinger og bogen Carl Bloch 1834 - 1890 skrevet til de to udstillinger på Museet for Religiøs Kunst 2012 og Øregaard Museum 2013. Interessen for Blochs Jesus-billeder i især USA nåede et højdepunkt med udstillingen i Utah i 2010-2011.
I dag fremhæves af Blochs indsats især portrætterne, de sene landskabsstudier, tegningerne og raderingerne. Derimod har den kunsthistoriske kritik været mere afvisende overfor de udpræget tidsbundne sentimentale, lavkomiske og anekdotiske elementer i genre- og historiemalerierne. Mikael Wivel kalder hans malerier sødladne og skildringerne af folkelivet i Italien banale i sin bog om Dansk kunst i det 20 århundrede, 2008. Anne-Mette Gravgaard, præst og kunsthistoriker, har som konsulent ved anskaffelse af ny kunst til kirker har været med til at skrotte ældre altertavler med Carl Bloch-kopier, malet af hans elever, som "sødladen, utidssvarende og værdiløs" kunst.

## Værker i udvalg
Carl Blochs værker er registreret af Rikard Magnussen i bogen Carl Bloch 1834-1890 fra 1931, fortegnelsen indeholder 325 fortløbende numre over malerier, dog med to indekseret med et "a" efter numret, nemlig 203a og 325a, og derved i alt 327 malerier, Rikard Magnussen registrerede også raderingerne af Carl Bloch i alt 78 numre med fortløbende numre fra 1 til 78. Disse fortegnelser danner grundlag for fortegnelsen i bogen Carl Bloch 1834-1890 fra 2012, udgivet i forbindelse to udstillinger på Museet for Religiøs Kunst og Øregaard Museum, her er værktitlerne tilpasset nutidig retstavning, der er desuden tilføjet fem malerier som var uregistreret af Magnussen, alt i alt 332 malerier og 78 raderinger. Nummerering har betegnelsen "RM" foran nummeret dette gælder både malerier og raderinger, derved fremkommer noget uheldigt ens nummerering for de første 78 malerier og samtlige raderinger.
Titler og tilblivelsesår er i overensstemmelse med Carl Bloch 1834-1890 fra 2012, perioden 1889-90 er dog samlet under et, da det ikke er muligt at afgøre den præcise datering.

### Malerier
- 1853, Skuespilleren Kristian Mantzius i sit studieværelse, Den Hirschsprungske Samling, RM 13
- 1854, Portrætfigur af skuespiller C.N. Rosenkilde, Det Kongelige Teater, RM 17
- 1856, En dreng, der vækker en pige med en fjer, RM 32
- 1858, Fiskerfamilier, som venter deres mænds hjemkomst ved frembrydende uvejr. Jyllands vestkyst, Den Hirschsprungske Samling, RM 49
- 1858, En kæmpehøj på Refsnæs, Ribe Kunstmuseum, RM 51[34]
- 1860, En fisker på en loggia, Statens Museum for Kunst, RM 79
- 1861, To munke, aften, RM 82
- 1863, Samson hos filistrene, Statens Museum for Kunst, RM 92
- 1863, Jairi datter, Statens Museum for Kunst, RM 98
- 1863, En kludesamler, Nationalmuseum, RM 100
- 1864, Adele, romersk pige, ARoS Aarhus Kunstmuseum; RM 103
- 1864 Prometheus befrielse, 1864, købt af prins Georg af Grækenland, bortkommet, RM 108
- 1864, Prometeus' ørn, Skitse, Ribe Kunstmuseum, ikke i RM
- 1865-79, Christian IV's bedestol, Frederiksborg Slot, 23 arbejder, ikke i RM som enkeltværk men 23 enkelte værker
- 1866, Fra et romersk osteria, Statens Museum for Kunst, RM 122
- 1867, Portræt af maleren Wilhelm Marstrand, Den Hirschsprungske Samling, RM 133
- 1868, Kunstnerens hustru, Fru Alma Bloch f. Trepka, Statens Museum for Kunst, RM 134
- 1868, Niels Ebbesen og grev Geert, Glorup Gods, RM 129
- 1869, Portræt af H.C. Andersen, RM 138
- 1869, En munk, der plukker høns, RM 141
- 1869, En tjenestepige i sit køkken, De kongelige samlinger, RM 140
- 1870, Munk, ARoS Aarhus Kunstmuseum, RM 161
- 1871, Christian II i fængslet på Sønderborg Slot, Statens Museum for Kunst deponeret på Det Nationalhistoriske Museum på Frederiksborg Slot, RM 168
- 1871, En munk, der har tandpine, RM 171
- 1873, Kristus velsigner et lille barn, Holbæk Kirke, RM 190
- 1873, En kone i en granskov, RM 192
- 1874, En gammel bondekone, der ser ud af et vindue, Statens Museum for Kunst, RM 199
- 1874, Gamle folk, Den Hirschsprungske Samling, RM 204
- 1875, Christus Consolator, Hörups kyrka, Skåne, RM 206
- 1875, En kone, der sælger fisk, Statens Museum for Kunst, RM 210
- 1876, Hans Tavsen beskytter bispen Joachim Rønnow, Københavns Universitets festsal (Solennitetssalen), RM 212
- 1876, Portræt af August Bournonville, Det Kongelige Teater, RM 214
- 1877, Kristi opstandelse, Sankt Jakobs Kirke, , København, RM 217
- 1878 Kong Jacob af Skotland besøger Tycho Brahe, København Universitets festsal (Solennitetssalen), RM 222
- 1878, Kristus i Emmaus, Løderup Kirke, Skåne, RM 223
- 1879, Kristus i Getsemane, Sankt Hans Kirke, Odense, RM 226
- 1880, Den syttenårige Prins Christian (Chr. IV) modtager af den døende Kansler Niels Kaas nøglerne til den hvælving i slottet, hvor rigets krone og scepter opbevares, Det Nationalhistoriske Museum på Frederiksborg Slot, RM 230
- 1880, Landskab med hus og have ved havet, aften. Ellekilde, Den Hirschsprungske Samling, RM 240
- 1881, Den tvivlende Thomas, Ugerløse Kirke, RM 245
- 1882, Portræt af gehejmeetatsråd A.F. Krieger, Det Nationalhistoriske Museum på Frederiksborg Slot, RM 248
- 1882, Portræt af dr. med. Engelsted, Det gamle kommune hospital, København, RM 253
- 1882, Hyrdernes tilbedelse, Nationalmuseum, Stockholm, RM 258
- 1883, Portræt af N.V. Gade, Det Nationalhistoriske Museum på Frederiksborg Slot, RM 260
- 1884, Kristus helbreder den syge ved Bethesda Dam, Brigham Young University Museum of Art, Provo, USA, RM 259
- 1884, En slagtegård, Hellebæk, Statens Museum for Kunst, RM 270
- 1884, I badetimen. En ung pige banker på vinduet i et fiskerhus, Statens Museum for Kunst, RM 267
- 1886, Kristus Consolator, Sofia Albertina kyrka, RM 278
- 1886, Selvportræt, Det Nationalhistoriske Museum på Frederiksborg Slot, RM 282
- 1886, Landskab fra Hellebæk. Gråvejr, ARoS Aarhus Kunstmuseum, RM 290
- 1886, En fattig kone, der strør krummer for spurvene, ARoS Aarhus Kunstmuseum, RM 293
- 1888, Selvportræt, Galleria degli Uffizi, Firenze, RM 297
- 1888, Portræt af Carl Plough, Det Nationalhistoriske Museum på Frederiksborg Slot, RM 308
- 1889-90, En ung pige der lugter til en rose, Statens Museum for Kunst, RM 318
- 1889-90, Biskop Brochmand lader den unge Peder Schumacher give prøve på sin lærdom for Kong Frederik III, København Universitets festsal (Solennitetssalen), RM 315
- 1889-90, Ved solnedgang. Landskab fra Ellekilde, Statens Museum for Kunst, RM 320

### Tegninger og grafik
Carl Bloch har lavet en del tegninger og grafik hvoraf noget kan ses i Kobberstiksamlingen.

### Skriftlige arbejder
- "Hans Tavsen og Joakim Rønnow", Billedkunst, 1884, side 464-75;
- "Billeder af Jesu Liv", Holger Danske, 3. årgang, december, 1912.

## Gengivelser af Carl Bloch
Selvportrætter: Pennetegning 1853 (Frederiksborgmuseet), maleri (sammesteds, formentlig 1854), akvarel 1858 og 1865, radering 1880, malerier 1886 (hos Udstillingskomiteen på Charlottenborg) og 1888 (Uffizierne).
Tegning af C.A. Kølle. Maleri af Henrik Olrik (Frederiksborgmuseet) og af Paul Bloch. Portrætteret på P.S. Krøyers gruppebilleder Musik i Atelieret (1886) og Aftenselskab i Ny Carlsberg Glyptotek (1888). Træsnit af Wilhelm Obermann efter tegning af Henrik Olrik (1865) og af W. Meyer (1870 og 1879). Litografi efter fotografi (1873). Træsnit af H.P. Hansen 1880 — i type med Frans Schwartz' radering af 1903 — og af Richard Brend'amour 1890. Buste af C.C. Peters 1867 (Frederiksborgmuseet).

## Hæder
- 1859-61: Akademiets rejsestipendium
- 1867: Ridder af Dannebrog
- 1868: Akademiets rejsestipendium
- 1863: Eibeschütz' Præmie for Samson hos filisterne på Charlottenborg
- 1864: Udstillingsmedaillen (Thorvaldsen Medaillen) for En romersk gadebarber på Charlottenborg
- 1871: Titulær professor
- 1878: Verdensudstillingens medalje af 1. klasse, Paris
- 1878: Æreslegionens ridderkors
- 1883: Etatsråd og virkelig professor ved Akademiet
- 1888: Selvportræt ophængt på Uffizi i Firenze
- 1888: Dannebrogsmand
- Ukendt årstal: Litteris et Artibus (svensk kongelig guldmedalje)[35] (kan ikke verificeres fra andre kilder)

## Gallerier

### Malerier
- Carl Bloch, Skuespilleren Kristian Mantzius i sit studereværelse, 1853, Den Hirschsprungske Samling
- Carl Bloch, Samson hos filistrene, 1863, Statens Museum for Kunst
- Carl Bloch, Fra et romersk osteria, 1866, Statens Museum for Kunst
- Den syttenårige Prins Christian (Chr. IV, i rødt) modtager af den døende Kansler Niels Kaas nøglerne til den hvælving i slottet, hvor rigets krone og scepter opbevares, 1880, Det Nationalhistoriske Museum på Frederiksborg Slot.
- Carl Bloch, Landskab med hus og have ved havet, aften, Ellekilde, 1880, Den Hirschsprungske Samling
- Carl Bloch, Portræt af stiftsprovst, dr. theol. P.C. Rothe, 1881
- Carl Bloch, Portræt af gehejmeetatsråd A.F. Krieger, 1882, Det Nationalhistoriske Museum på Frederiksborg Slot
- Carl Bloch, Tilbedelse af hyrder, 1882, Nationalmuseum

### Altertavler
- Sankt Nikolai Kirke (Holbæk)
- Sankt Jakobs Kirke
- Løderup Kirke
- Sankt Hans Kirke (Odense)
- Ugerløse Kirke
- Missionshuset Bethesda